# Runhe
Runhe (kinesiska: 润河) är en köping i östra Kina. Den ligger i Yingshang härad i staden Fuyang i provinsen Anhui, omkring 130 kilometer nordväst om provinshuvudstaden Hefei. Antalet invånare är 43431. Befolkningen består av 21 141 kvinnor och 22 290 män. Barn under 15 år utgör 24,0 %, vuxna 15-64 år 64 %, och äldre över 65 år 10,0 %.